# Ma’an (muhafaza)
Ma’an (arab. محافظة معان) – prowincja (muhafaza) w Jordanii, w południowo-wschodniej części kraju. Największa pod względem powierzchni. Stolicą administracyjną jest Ma’an.
Populacja w roku 2007 szacowana była na około 104 tys. mieszkańców na powierzchni 33 163 km².